# Picasso (banda)
Picasso (ピカソPikaso, também estilizado como PICASSO) é uma banda de rock japonesa de três membros que estreou em 1984. Seu maior sucesso na década de 1980 foi "Cinema", a música tema de encerramento da série de anime Maison Ikkoku. Ao longo dos anos, lançaram vários singles e álbuns.

## História
O primeiro single da banda foi "Honki! Tricky Lady" em 1984. Em 1986, seu som experimental lhes rendeu grande popularidade entre os fãs de anime com seus sucessos "Cinema" e "Fantasy+", ambas músicas-tema da série de anime Maison Ikkoku. O single de "Cinema" chegou à  30ª posição no Oricon Singles Chart.
Em 1990, lançaram o single "SHOUT", que chegou à 46ª posição no ranking da Oricon. A música foi usada como abertura da série Aitsu ga Trouble.
Em 1997, produziram, compuseram e escreveram a canção "TAKE A JOURNEY", para as comemorações de 20 anos de carreira de Hironobu Kageyama.
Depois de não lançar nada desde 1995, a banda assinou com a METRONOM Records em 2000 para produzir e lidar com novos talentos.
Em 2014, a banda ficou encarregada da música "Shred Gear Rhapsody", para o anime Pupipō!. Uma das atrizes da série, Chihayato Mori, participou do novo álbum da banda na canção "Good-bye".

## Membros da banda
- Tetsuya Tsujihata (辻畑鉄也Tsujihata Tetsuya ). Líder, vocal, guitarra. Nasceu em 29 de fevereiro de 1956, na cidade de Ube, província de Yamaguchi, Japão. Graduado pela Universidade Keio.
- Junji Azuma (東純二Azuma Junji ). Baixo. Nasceu em 1 de dezembro de 1956, em Setagaya, Tóquio, Japão. Graduado pela Universidade Tokai.
- Hideharu Mori (森英治Mori Hideharu ). Teclados. Nasceu em 26 de fevereiro de 1958, na província de Osaka, Japão. Seu irmão mais velho é o letrista Yukinojō Mori.